# Oltresarca
Oltresarca è stato un comune della provincia autonoma di Trento, ora incorporato nel comune di Arco.

## Storia
Oltresarca è stato un comune italiano istituito nel 1920 in seguito all'annessione della Venezia Tridentina al Regno d'Italia. Nel 1929 è stato aggregato al comune di Arco.